# True Love (canción de Pink)
«True Love» —en español: «Amor verdadero»— es una canción interpretada por la cantante y compositora estadounidense P!nk, con la colaboración de la cantante británica Lily Allen. 
Escrita por Pink, Lily Allen y Greg Kurstin, fue lanzado exclusivamente para la radio húngara y holandesa y anunciada el 29 de abril de 2013 como el cuarto sencillo del sexto álbum de estudio The Truth About Love que se lanzó en el año 2012. El vídeoclip fue estrenado el 1 de julio de 2013.

## Posicionamiento en listas

### Listas semanales
| Lista (2013)                                | Máxima posición |
| ------------------------------------------- | --------------- |
| Alemania (Offizielle Deutsche Charts)       | 44              |
| Australia (ARIA)                            | 5               |
| Austria (Ö3 Austria Top 40)                 | 30              |
| Bélgica (Flandes) (Ultratip Bubbling Under) | 3               |
| Bélgica (Valonia) (Ultratip Bubbling Under) | 4               |
| Canadá (Canadian Hot 100)                   | 22              |
| Escocia (Scottish Singles Sales Chart)      | 11              |
| Eslovaquia (Rádio Top 100)                  | 27              |
| Estados Unidos (Billboard Hot 100)          | 59              |
| Estados Unidos (Mainstream Top 40)          | 30              |
| Estados Unidos (Adult Top 40)               | 10              |
| Francia (SNEP)                              | 52              |
| Hungría (Rádiós Top 40)                     | 33              |
| Irlanda (IRMA)                              | 23              |
| Nueva Zelanda (Recorded Music NZ)           | 14              |
| Países Bajos (Dutch Top 40)                 | 19              |
| Reino Unido (UK Singles Chart)              | 16              |
| República Checa (Rádio Top 100)             | 9               |
| Suiza (Schweizer Hitparade)                 | 50              |